# تاريخ جزر كوك

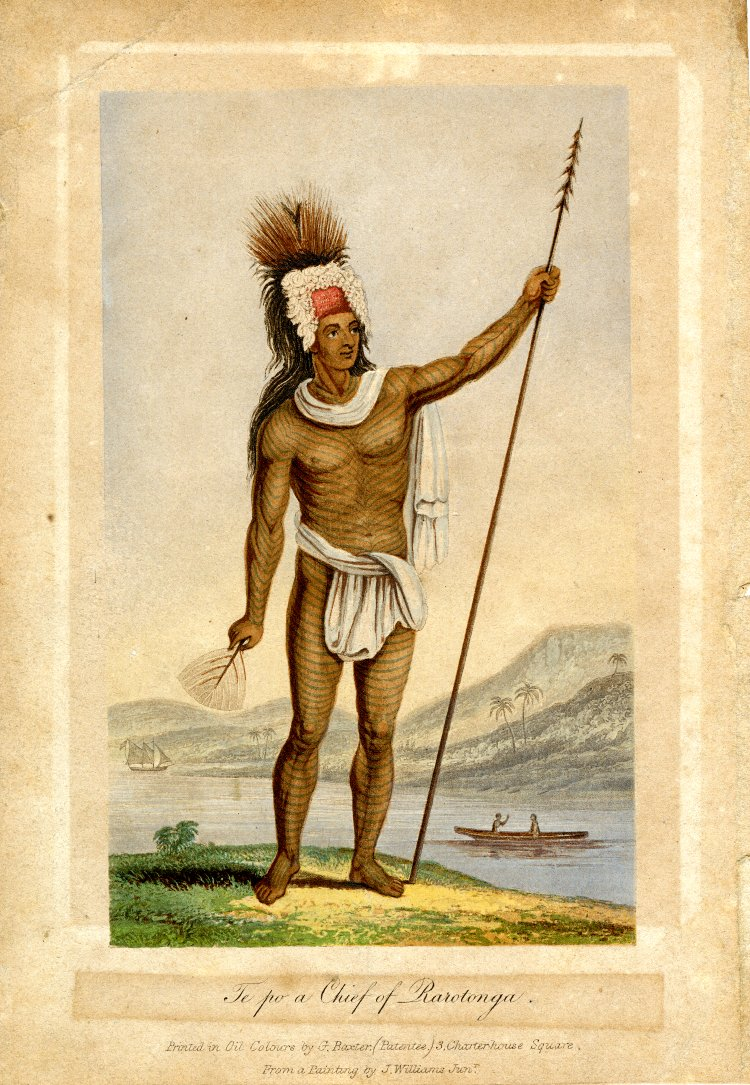
با تي بو أريكي ، رئيس قبيلة تاكيتومو، راروتونغا (1837)

سُميت جزر كوك باسم  الكابتن جيمس كوك الذي زار الجزر في عامي 1773 و1777. أصبحت  جزر كوك تحت  الحماية البريطانية في عام 1888.
بحلول عام 1900، تم إلحاق الجزر بالأراضي البريطانية. في عام 1901، تم إدراج الجزر ضمن حدود مستعمرة نيوزيلندا.
جزر كوك تحتوي على 15 جزيرة في المجموعة التي تنتشر على مساحة شاسعة في جنوب المحيط الهادئ. الغالبية العظمى من الجزر هي جزر مرجانية منخفضة في المجموعة الشمالية، مع راروتونغا وهي جزيرة بركانية في جنوب المجموعة الرئيسية وهي مركز الحكومة. اللغة الرئيسية لجزر كوك هي لغة ماوري راروتونجاني. إلا أنه يوجد بعض الاختلافات في اللهجة في الجزر 'الخارجية'.

## أول مستوطني جزر كوك

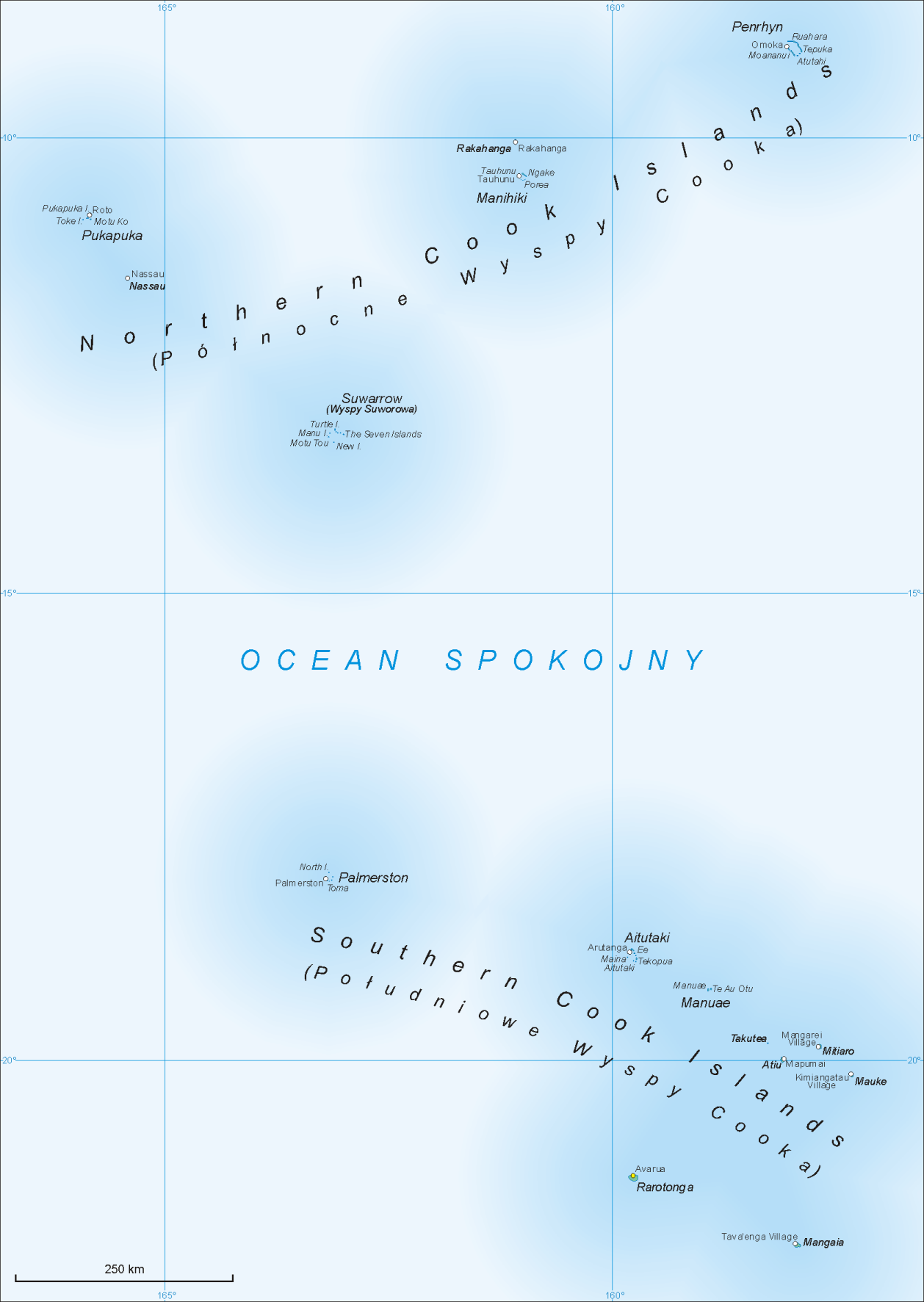
خريطة لجزر كوك

يُعتقد أنه تم استيطان جزر كوك بين سنة 900 - 1200 ميلاديا. المستوطنات المبكرة تشير إلى أن المحاربين العظام عادة ما هاجروا من تاهيتي، إلى شمال شرق جزر كوك. استمرت جزر كوك في عقد اتصالات هامة مع تاهيتي، وهذا موجود عموما في ثقافة وتقاليد ولغة البلدين. يعتقد أيضا أن المستوطنين الأوائل كانوا من تاهيتي والذين هبطوا على ساحل راروتونجا (مدينة تاكيتومو). هناك أيضا ملحوظات تاريخية وملاحم عن محاربين عظام سافروا بين البلدين لمجموعة متنوعة من الأسباب. هذه البعثات لا تزال غير واضحة لكن الأبحاث الأخيرة تشير إلى أن مجموعات كبيرة إلى مجموعات صغيرة فرت في كثير من الأحيان من الجزيرة بسبب الحروب المحلية التي يتم إجبارهم عليها. وحتى تستطيع كل مجموعة السفر ومن أجل البقاء على قيد الحياة، فإنها تعتمد عادة على محارب قوي يمكنه إرشادهم. بعض المحاربين البارزين لا يزالون مذكورين في تقاليد وقصص البلاد.
هؤلاء الوافدين ارتبطوا عن طريق أقدم الطرق في Toi Ara Metua، والذي يدور حول معظم راروتونغا، والذي يعتقد أنه يعود  على الأقل إلى 1200 سنة. هذا الطريق الممهد ذو التسعة وعشرين كيلو مترا يعتبر إنجازا كبيرا في الهندسة القديمة، وربما هو إنجاز غير مسبوق في أي مكان آخر في بولينيزيا. جزر مانيهيكي وراكاهانجا تعود أصولها إلى وصول Toa، منبوذين من راروتونغا وتوبيرو وهي قبيلة رفيعة المستوى من قبيلة بويكورا من راروتونغا. ما تبقى من الجزر الشمالية ربما تم استيطانها عن طريق الحملات من ساموا.

## الاتصال الأوروبي المبكر
زارت السفن  الإسبانية الجزر في القرن السادس عشر; أول سجل مكتوب عن اتصال الأوروبيين مع السكان الأصليين لجزر كوك جاء مع رؤية بوكابوكا بواسطة البحار الإسباني ألفارو دي ميندانيا في 1595 الذي أطلق عليها سان بيرناردو (سانت برنارد). البرتغالي-الاسباني بيدرو فيرنانديث دي كيروس يعتبر أول تسجيل لهبوط أوروبي على الجزر عندما وضع قدميه على جزيرة راكاهانجا في عام 1606، والذي أطلق عليها Gente Hermosa (الشعب الجميل).
الملاح البريطاني الكابتن جيمس كوك وصل في عامي 1773 و 1777; قام كوك بتسمية الجزر «جزر هيرفي» لتخليد ذكرى قائد الأدميرالية البريطاني;  بعد نصف قرن قام  الألماني البلطيقي الأدميرال آدم يوهان فون كروسينشتيرن بنشر كتاب أطلس المحيط الهادئ، والذي قام فيه بتسميتها جزر كوك جزر تخليدا لاسم كوك. الكابتن كوك أبحر ورسم خريطة لمعظم الجزر في المجموعة. إلا أنه ومن المستغرب لم يلاحظ كوك أكبر جزيرة في المجموعة وهي راروتونغا، والجزيرة الوحيدة التي وطأها بقدميه كانت جزيرة صغيرة غير مأهولة تسمى بالمرستون أتول.
أول سجل لهبوط على الجزر من قبل الأوروبيين كان في عام 1814 من قبل كمبرلاند؛ حيث اندلعت المشاكل بين البحارة وسكان الجزر الأصليين وتم قتل العديد من كلا الجانبين.
الجزر لم تشهد أوروبيين آخرين حتى وصول المبشرين من إنجلترا في عام 1821. انتشرت المسيحية بسرعة وتعمقت في الثقافة ولا تزال الدين السائد حتى اليوم.
في عام 1823 الكابتن جون ديبز من مستعمرة  بارك إنديفور كان أول من قام بمشاهدة جزيرة راروتونغا رسميا. إنديفور بدأت منذ ذلك الحين نقل جون وليامز في رحلات تبشيرية إلى هذه الجزر.
وحشية  تجار الرقيق القادمين من بيرو والمعروفين باسم بلاك بيرديرز، أخذت ثمنا باهظا على جزر المجموعة الشمالية في عام 1862 و 1863. في البداية قد يكون التجار قد عملوا حقا في العمالة والتوظيف، لكنهم سرعان ما تحولوا إلى حيلة صريحة بالاختطاف واستخدامهم كعمالة بشرية.  جزر كوك لم تكن مجموعة الجزر الوحيدة التي زارها التجار، فجزر بنريان أتول كانت أول ميناء لهم وتشير التقديرات إلى أن ثلاثة أرباع السكان تم نقلهم إلى كالاو،  بيرو. راكاهانجا وبوكابوكا أيضا عانوا من خسائر فادحة.

## الجزر تصبح بريطانية
أصبحت جزر كوك تحت  الحماية البريطانية في عام 1888، ويرجع ذلك إلى حد كبير إلى خوف المجتمع البريطاني من أن فرنسا قد تحتل الجزر كما احتلت تاهيتي. في 6 أيلول / سبتمبر 1900، قدم قادة الجزر التماسا يطلبون فيه أن الجزر (بما في ذلك نيوي «إن أمكن») ينبغي أن تضاف إلى الأراضي البريطانية. في 8-9 أكتوبر 1900 تم توقيع سبعة صكوك تنازل من راروتونغا وغيرها من الجزر من قبل رؤساء القبائل؛ وصدر إعلان بريطاني في نفس الوقت بقبول صكوك التنازل عن الجزر والتي بموجبها أصبحت الجزر تحت سيادة جلالة الملكة. هذه الصكوك لم تشمل جزيرة آيتوتاكي. ويبدو أنه على الرغم من أن السكان كانوا يعتبرون أنفسهم رعايا بريطانيين، إلا أن عنوان التاج كان غير مؤكد، حتى ضم الجزيرة رسميا عن طريق إعلان بتاريخ 9 تشرين الأول / أكتوبر 1900.  تم إدراج الجزر ضمن حدود مستعمرة نيوزيلندا في عام 1901 من قبل مجلس النظام البريطاني تحت الحدود الاستعمارية للملكة المتحدة لعام 1895.

## التاريخ الحديث
استمرت الجزر كأراضي ضمن حدود مستعمرة نيوزيلندا حتى عام 1965، في هذه النقطة أصبحت الجزر  تتمتع بالحكم الذاتي في إقليم ارتباط حر مع نيوزيلندا. أول رئيس وزراء كان السيد ألبرت هنري والذي قاد المقاطعة حتى عام 1978 عندما تم اتهامه  بتزوير الانتخابات.
اليوم، تعتبر جزر كوك أساسا مستقلة (تحت حكم ذاتي في ارتباط حر مع نيوزيلندا)، ولكنها لا تزال رسميا تحت  السيادة نيوزيلندا. نيوزيلندا مكلفة بمهمة الإشراف على العلاقات الخارجية للجزر وعن الدفاع. جزر كوك ونييوي، ونيوزيلندا (وأقاليمها: توكيلاو وروس) يشكلون مملكة نيوزيلندا.
بعد تحقيق الاستقلال في عام 1965، انتخبت جزر كوك ألبرت هنري من حزب جزر كوك كأول رئيس للوزراء. ثم خلفه في عام 1978 توم ديفيس من الحزب الديمقراطي.
في 11 حزيران / يونيه 1980، وقعت  الولايات المتحدة معاهدة مع جزر كوك تحديدا للحدود البحرية بين جزر كوك وساموا الأمريكية وأيضا التنازل عن مطالبتها بجزر بنريان، بوكابوكا، مانيهيكي، راكاهانجا. في عام 1990 وقعت جزر كوك معاهدة مع فرنسا والتي قامت بتحديد  الحدود البحرية بين جزر كوك وبولينيزيا الفرنسية.
في 13 يونيو 2008، قامت غالبية صغيرة من  بيت أريكي بمحاولة انقلاب، مدعيين حل الحكومة المنتخبة وسيطرتهم على قيادة البلاد. «في الأساس قمنا بحل قيادة رئيس الوزراء ونائب رئيس الوزراء والوزراء» كما قال الرئيس ماكا فاكاتيني أريكي. هيرالد جزر كوك اقترح أن عائلة أريكي تحاول استعادة بعض من الهيبة أو المانا. رئيس الوزراء جيم  ماروراي وصف خطوة أخذ السلطة بأنها «أساسها غير سليم ولا معنى لها». في 23 حزيران / يونيو، بدأ الوضع يعود إلى الطبيعي باتفاق مع أعضاء مجلس أريكي وقبولهم العودة إلى مهامهم العادية.
هجرة العمال المهرة إلى نيوزيلندا وعجز الحكومة هي مشاكل مستمرة حاليا.

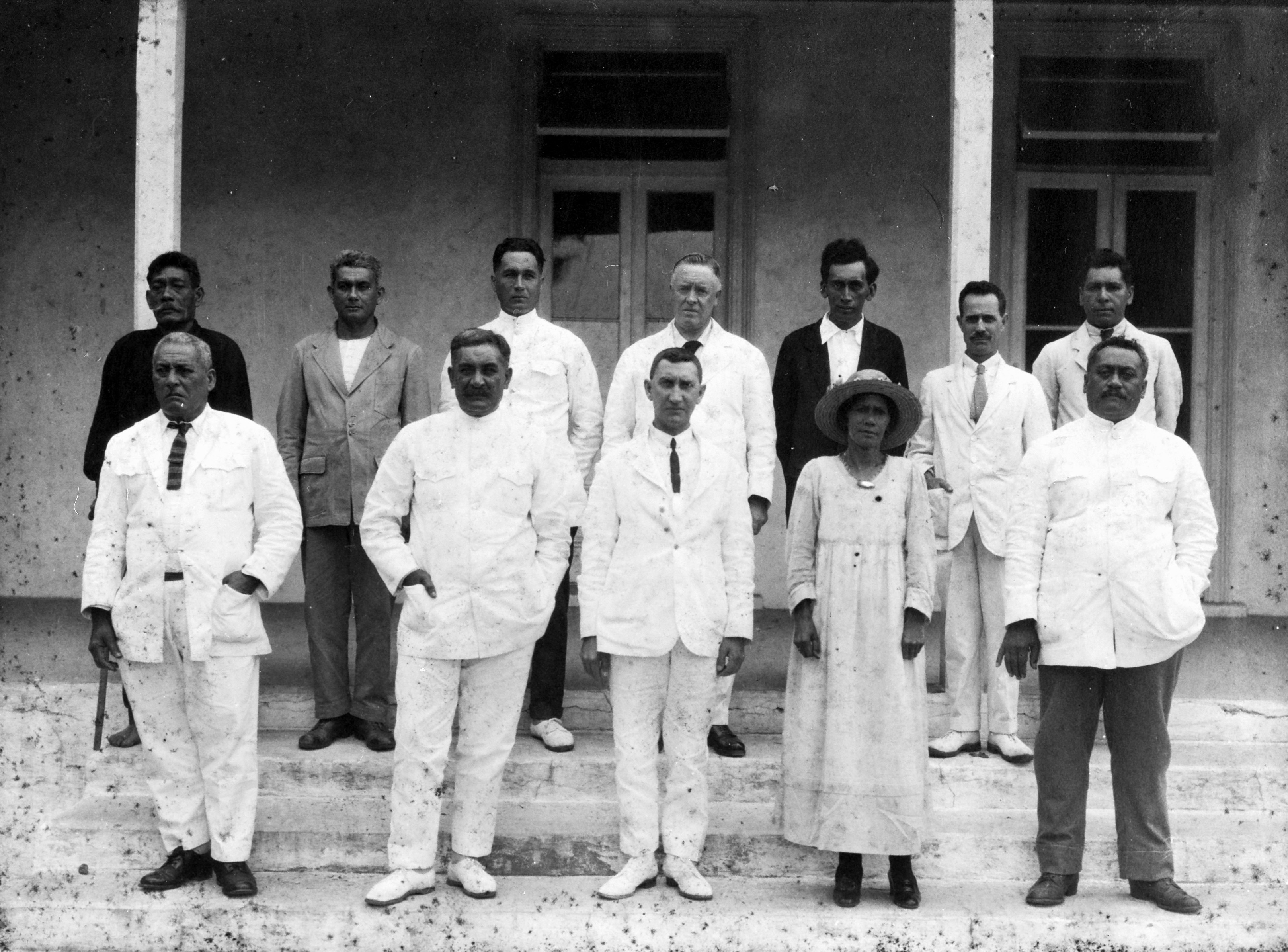
مجلس جزيرة راروتونغا
علم مملكة راروتونغا
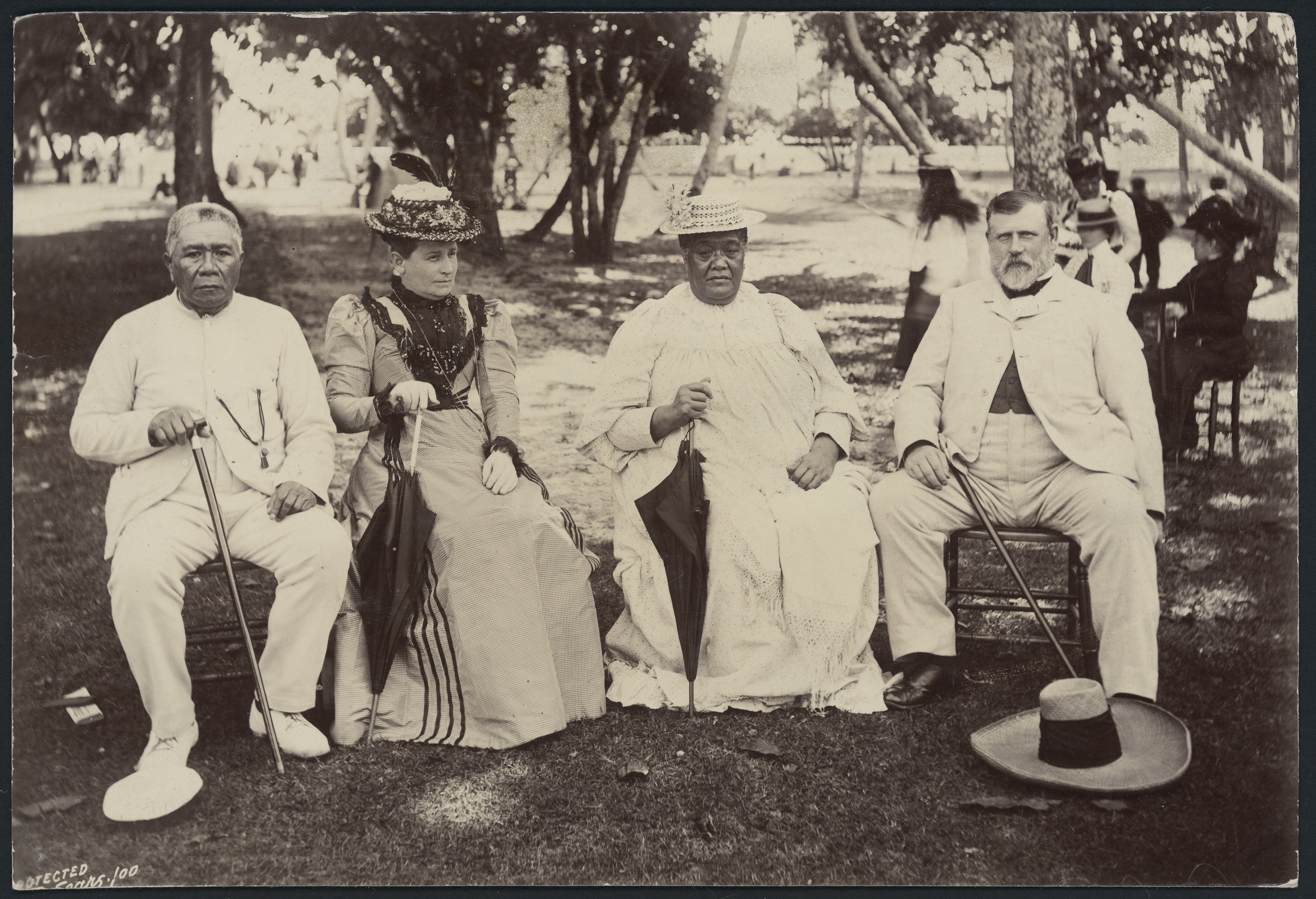
ناجامارو أريكي
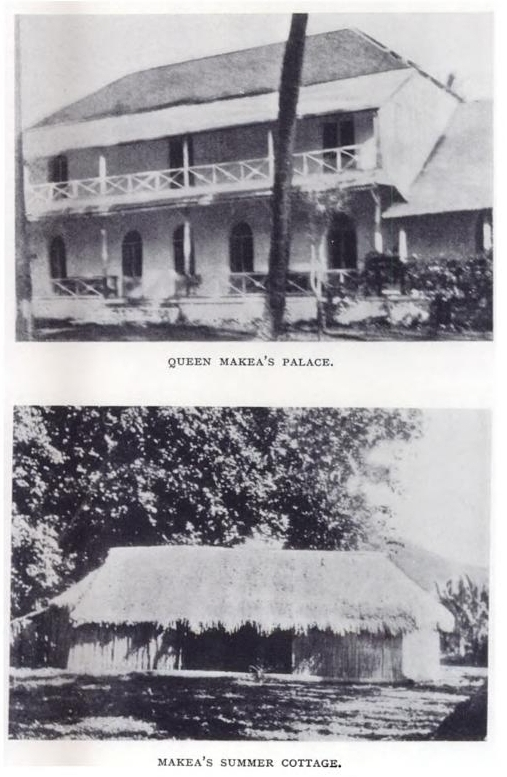
قصر ملكة ماكيي
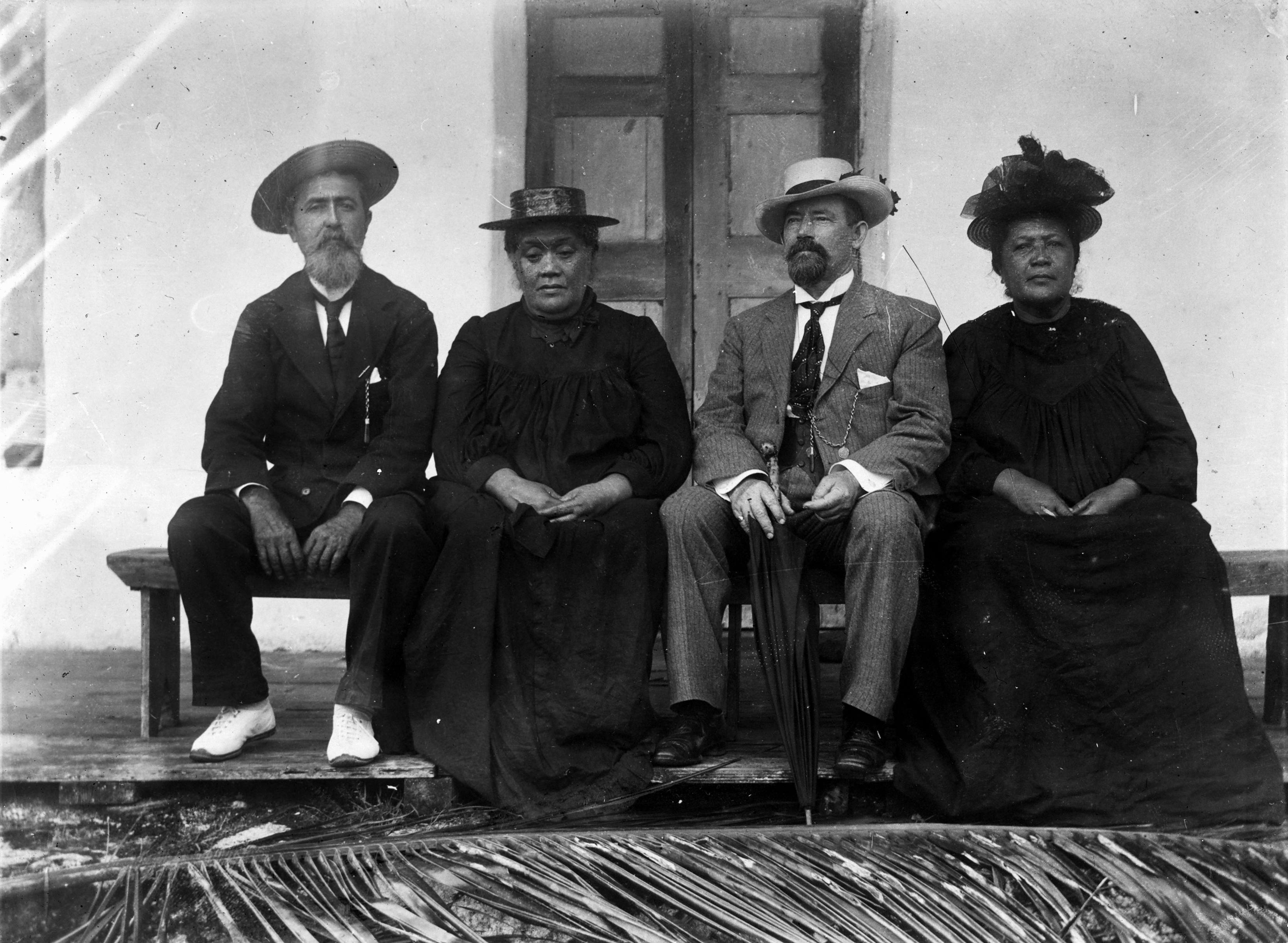
عائلة أريكي
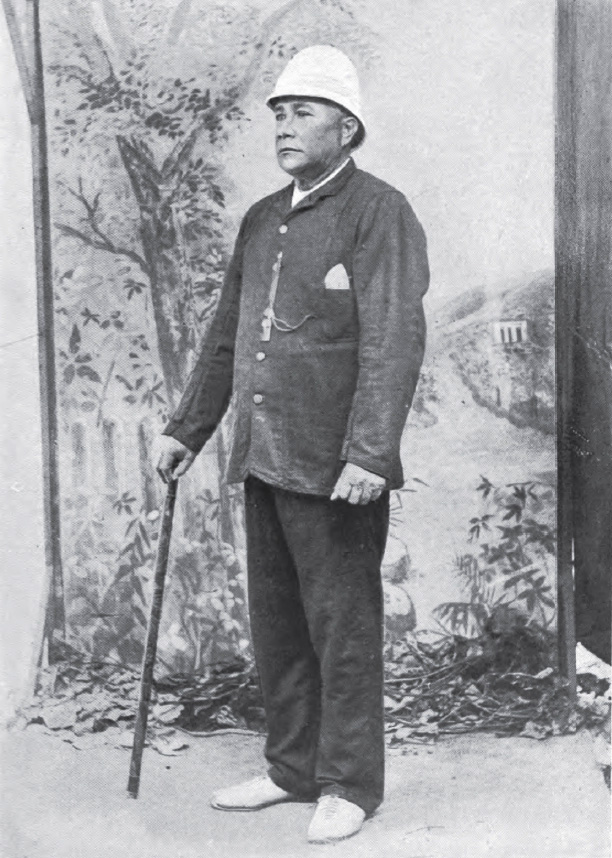
الأمير ناجامارو أريكي
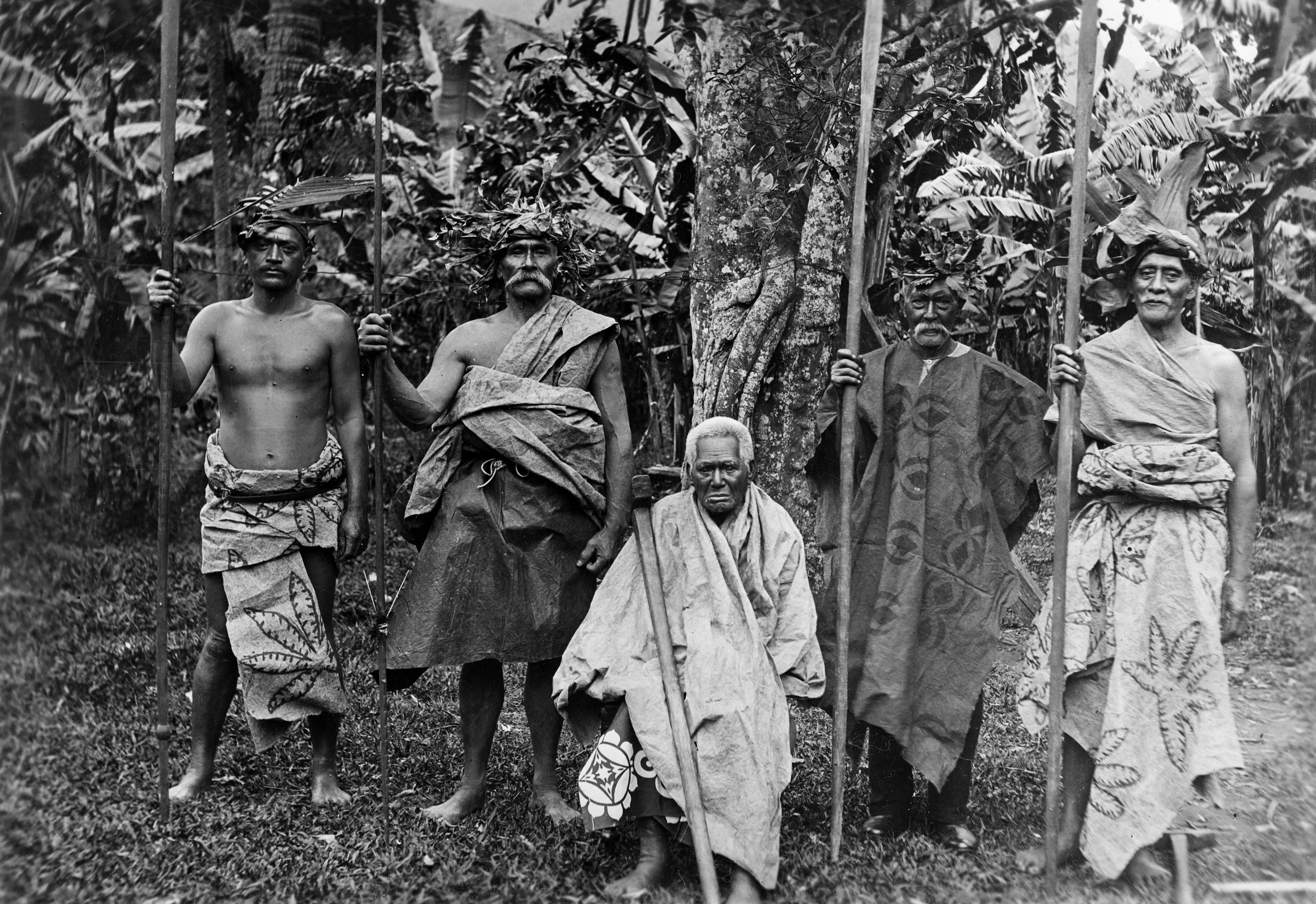
تافاكي أريكي مع قبيلة كاريكا
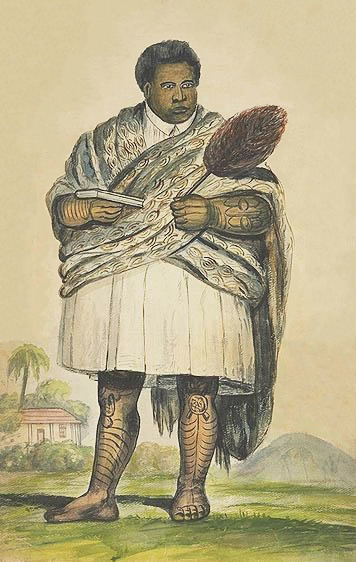
ماكي بوري أريكي قائد راروتونغا

## الجدول الزمني
- 1595- الاسباني الفارو دي ميندانيا دي نيرا هو أول أوروبي يشاهد الجزر.
- 1606- البرتغالي-الاسباني بيدرو فيرنانديث دي كيروس قام بأول تسجيل أوروبي للهبوط على الجزر عندما وضع قدميه على راكاهانجا.
- 1773- الكابتن جيمس كوك يستكشف الجزر ويطلق عليهم جزر هيرفي. خمسون عاما في وقت لاحق يقوم بتسميتها تكريما له الأدميرال الروسي آدم يوهان فون كروسينشتيرن.
- 1821- المبشرون التاهيتيون والإنجليز يهبطون في آيتوتاكي، لتصبح أول مستوطنة غير بوليزينية.
- 1823- المبشر الإنجليزي جون وليامز يهبط في راروتونغا، حيث يقوم بتحويل ماكا بوري أريكي إلى المسيحية.
- 1858- جزر كوك تصبح متحدة، تحت اسم مملكة راروتونغا.
- 1862- تجار الرقيق القادمين من بيرو يسببون خسائر بشرية فادحة في جزر بنريان، راكاهانجا و بوكابوكا في عام 1862 و 1863.
- 1888- يتم اعلان جزر كوك بأنها تحت الحماية البريطانية وانشاء برلمان فيدرالي واحد.
- 1900- جزر كوك توقع صكوك تنازل إلى المملكة المتحدة لتصبح ضمن الأراضي البريطانية، باستثناء آيتوتاكي التي تم ضمها من قبل المملكة المتحدة في نفس الوقت.
- 1901- حدود مستعمرة نيوزيلندا تمتد بواسطة المملكة المتحدة لتشمل جزر كوك.
- 1924- فريق  أول بلاكس الذي لا يقهر يتوقف في راروتونغا في طريقهم إلى المملكة المتحدة للعب مباراة ودية ضد الفريق الراروتونجاني.
- 1946- انعقاد المجلس التشريعي للمرة الأولى منذ عام 1912، ليصبح للجزر تمثيل مباشر.
- 1965- جزر كوك تصبح تحت الحكم الذاتي في إقليم حر مع نيوزيلندا. ألبرت هنري -قائد حزب جزر كوك- يتم انتخابه كأول رئيس لمجلس الوزراء.
- 1974- منح ألبرت هنري لقب فارس من قبل الملكة إليزابيث الثانية
- 1979- السيد ألبرت هنري يثبت تزويره للانتخابات وتجريده من لقب الفروسية. وتوم ديفيس يصبح رئيسا للوزراء.
- 1980- جزر كوك توقع معاهدة الحدود البحرية مع الولايات المتحدة  لتحديد الحدود البحرية بين جزر كوك وبين  ساموا الأمريكية.
- 1981- تعديل الدستور. البرلمان ينمو من 22 إلى 24 مقعد وامتداد المدة البرلمانية من أربع إلى خمس سنوات. ومنح توم ديفيس لقب فارس.
- 1984- أول حكومة ائتلافية بين السير توماس وجيفري هنري وقعت في الفترة التي تسبق استضافة الألعاب الإقليمية المصغرة في عام 1985. تغير التحالفات شهد عشر سنوات من عدم الاستقرار السياسي. في مرحلة من المراحل، كان كل النواب ما عدا اثنين من الحكومة.
- 1985- معاهدة راروتونغا والتي فتحت الباب للتوقيع في جزر كوك لإنشاء منطقة خالية من الأسلحة النووية في جنوب المحيط الهادئ.
- 1986- في كانون الثاني / يناير 1986، بعد الصدع بين نيوزيلندا والولايات المتحدة الأمريكية فيما يتعلق بترتيبات أمن أنزوس، رئيس الوزراء توم ديفيس يعلن جزر كوك بلدا محايدا، لأنه يعتبر أن نيوزيلندا (التي تسيطر على الدفاع والسياسة الخارجية الخاصة بالجزر) لم تعد في موقف الدفاع عن الجزر. إعلان الحياد يعني أن جزر كوك لن تدخل في علاقة عسكرية مع أي قوة أجنبية، وعلى وجه الخصوص، ستحظر زيارات السفن الحربية الأمريكية. زيارة سفن البحرية الأميركية عادت  عن طريق حكومة هنري.
- 1990- جزر كوك توقع معاهدة ترسيم الحدود مع فرنسا والتي تحدد الحدود البحرية بين جزر كوك وبين بولينيزيا الفرنسية.
- 1991- جزر كوك توقع معاهدة الصداقة والتعاون مع فرنسا والتي تغطي التنمية الاقتصادية والتجارة ومراقبة الأحوال الاقتصادية للجزر. إقامة أوثق العلاقات مع فرنسا كانت تعتبر على نطاق واسع  تعبيرا عن رضا حكومة جزر كوك عن الترتيبات الحالية مع نيوزيلندا التي لم تعد في موقف الدفاع عن جزر كوك.
- 1995- الحكومة الفرنسية تستأنف برنامج اختبار الأسلحة النووية  في جزيرة موروروا في أيلول / سبتمبر 1995 والذي أزعج جزر كوك. رئيس الوزراء الجديد جيفري هنري قدم نقدا لاذعا للقرار وارسلت زورق تقليدي مع طاقم منمحاربي جزر كوك التقليديين  للاحتجاج بالقرب من موقع الاختبار. الاختبارات أبرمت في كانون الثاني / يناير 1996 وبتوقفها وضعت حدا للاختبارات الفرنسية في هذا المكان من قبل الحكومة الفرنسية.
- 1997- إقامة كامل العلاقات الدبلوماسية مع الصين.
- 1997- في تشرين الثاني / نوفمبر، الإعصار مارتن في مانهيكي يقتل ستة أشخاص على الأقل; ويدمر 80% من المباني وصناعة اللؤلؤة السوداء عانت من خسائر فادحة.
- 1999- عصر ثان من عدم الاستقرار السياسي يبدأ بخمسة ائتلافات مختلفة في أقل من تسعة أشهر.
- 2000- إقامة كاملة العلاقات الدبلوماسية مع فرنسا.
- 2002- خلع رئيس الوزراء تيريباي مواتي من الحكومة في أعقاب التصويت الثاني لحجب الثقة في قيادته.
- 2004- رئيس الوزراء روبرت وونتون يزور الصين; رئيس مجلس الدولة الصيني ون جيا باو يمنح 16 مليون دولار كمساعدات للتنمية.
- 2006- إجراء الانتخابات البرلمانية. الحزب الديمقراطي يحافظ على أغلبية المقاعد في البرلمان، ولكنه كان غير قادر على قيادة الأغلبية نحو الثقة فيه، مما اضطر الائتلاف مع النواب الانفصاليين إلى المغادرة.
- 2008- أمم المحيط الهادئ تفرض سلسلة من التدابير الرامية إلى وقف الصيد الجائر.